# Taipan ferotge
El taipan ferotge (Oxyuranus microlepidotus) és una espècie de serp extremadament verinosa de la família dels Elàpids. L'espècie és endèmica de les regions semiàrides del centre est d'Austràlia. Els aborígens australians que viuen en aquestes regions van nomenar a la serp dandarabilla. Va ser descrita per primera vegada per Frederick McCoy el 1879 i després per William John Macleay el 1882, però durant els següents 90 anys va ser un misteri per a la comunitat científica; no se'n van trobar més exemplars i no es va afegir pràcticament res al coneixement d'aquesta espècie fins al seu redescobriment el 1972.
Basant-se en el valor de la dosi letal mitjana en ratolins, el verí del taipan ferotge és, de molt, el més tòxic de qualsevol serp -molt més que fins i tot el de les serps marines- i té el verí més tòxic de qualsevol rèptil quan es prova en cultius de cèl·lules cardíaques humanes. El taipan ferotge és una caçadora especialitzada en mamífers, per la qual cosa el verí està especialment adaptat per matar espècies de sang calenta. Es calcula que una mossegada és prou letal per matar almenys 100 éssers humans adults. És una serp extremadament ràpida i àgil que pot colpejar instantàniament amb extrema precisió, sovint colpejant diverses vegades en el mateix atac, i enverina en gairebé tots els casos.
Encara que és la més verinosa i capaç d'atacar, a diferència del taipan comuna, que molts experts qualifiquen d'extremadament perillosa pel seu comportament quan es troba amb els humans, el taipan ferotge sol ser una serp força tímida i reclosa, amb un caràcter plàcid, i prefereix escapar-se dels problemes. No obstant això, es defensa i ataca si se'l provoca, se'l manipula malament o se li impedeix escapar. Com que viu en llocs tan remots, el taipan ferotge poques vegades entra en contacte amb les persones, per la qual cosa no se la considera la serp més mortal del món en general, sobretot quant a disposició i morts humanes l'any. La paraula "ferotge" del seu nom alternatiu descriu el verí, no el temperament.

## Taxonomia
Els taipans australians; el taipà comú (Oxyuranus scutellatus) i el taipà ferotge (Oxyuranus microlepidotus) compartien un avantpassat comú. Les alineacions dels gens ND4 mitocondrials d'aquestes espècies indiquen una divergència evolutiva respecte a l'ancestre comú fa uns 9-10 milions d'anys.
El taipan ferotge hauria estat conegut pels aborígens australians fa 40.000-60.000 anys i és ben conegut per ells actualment. Per als aborígens del lloc ara anomenat Goyder Lagoon, al nord-est d'Austràlia Meridional, el taipan ferotge es deia Dandarabilla.
El taipan ferotge va cridar l'atenció de la ciència occidental per primera vegada el 1879. Es van descobrir dos exemplars d'aquesta ferotge serp en la confluència dels rius Murray i Darling, al nord-oest de Victòria, i van ser descrits per Frederick McCoy, que va anomenar a l'espècie Diemenia microlepidota, o serp marró d'escates petites. El 1882 es va trobar un tercer exemplar a prop de Bourke, Nova Gal·les del Sud, i William John Macleay va descriure la mateixa serp amb el nom de Diemenia ferox (pensant que era una espècie diferent). No es van recollir més exemplars fins al 1972. El 1896, George Albert Boulenger va classificar a totes dues com a pertanyents al mateix gènere, Pseudechis (serps negres), anomenant-les Pseudechis microlepidotus i Pseudechis ferox.
El 1956, basant-se únicament en les descripcions i notes publicades, James Roy Kinghorn va considerar que ferox era un sinònim de microlepidotus i va proposar el gènere Parademansia. El 1963 Eric Worrell va considerar que Parademansia microlepidotus i Oxyuranus scutellatus (taipan comú, anomenat simplement "taipan" en aquella època) eren la mateixa espècie.
El setembre de 1972, després de rebre una mostra de cap de serp sense classificar un pastor d'una de les estacions de Channel Country a l'oest de Windorah de l'extrem sud-oest de Queensland, els herpetòlegs Jeanette Covacevich (que llavors treballava per al Museu de Queensland) i Charles Tanner van viatjar al lloc i van trobar 13 exemplars vius, i van redescobrir la serp perduda Parademansia microlepidotus. El 1976, Jeanette Covacevich i John Wombey van sostenir que la Parademansia microlepidotus pertany a un gènere diferent, i aquesta va ser també l'opinió de Harold Cogger.
Covacevich, McDowell, Tanner i Mengden (1981) van argumentar amb èxit, comparant les característiques anatòmiques, els cromosomes i els comportaments de les dues espècies llavors conegudes com Oxyuranus scutellatus (taipan) i Parademansia microlepidota, que pertanyien a un sol gènere. Oxyuranus (1923), el nom més antic, va ser adoptat per al gènere combinat.
Oxyuranus microlepidotus és el nom binomial de la serp ferotge des de principis de la dècada de 1980. El nom genèric Oxyuranus ve del grec oxys "afilat, semblant a una agulla", i ouranos "un arc" (concretament l'arc del cel) i fa referència a l'apòfisi anterior en forma d'agulla de l'arc de paladar. El nom específic microlepidotus significa "d'escates petites" (en llatí). D'aquí ve el nom comú, "serp d'escates petites". Des que es va determinar (Covacevich et al., 1981) que la serp ferotge (antigament: Parademansia microlepidota) pertany en realitat al gènere Oxyuranus (taipan), una altra espècie, Oxyuranus scutellatus, que abans es coneixia simplement com a "taipan" (encunyat a partir del nom de la serp aborigen Dhayban) va ser rebatejada com a "taipan comú" (o "taipan oriental"), mentre que la recent classificada Oxyuranus microlepidotus va passar a ser coneguda comunament com a "taipan ferotge" (o "taipan occidental").

## Distribució i hàbitat
El taipan ferotge habita les planes de sòl negre a les regions semiàrides on convergeixen les fronteres de Queensland i Austràlia Meridional.
A Queensland, la serp s'ha observat a la regió de Channel Country (per exemple, Diamantina National Park, Durrie Station, Morney Plains Station i Astrebla Downs National Park) i a Austràlia Meridional s'ha observat al Districte NRM de Marree - Innamincka (per exemple, la llacuna de Goyder Desert de Tirari, Desert pedregós Sturt, Llacs Coongie, Reserva Regional d'Innamincka i Oodnadatta). També hi ha una població aïllada prop de Coober Pedy, Austràlia Meridional.
Hi ha dos registres antics per a localitats més al sud-est, és a dir, la unió dels rius Murray i Darling al nord-oest de Victòria (1879) i Bourke, Nova Gal·les del Sud, (1882); no obstant això, l'espècie no s'ha observat en cap dels dos estats des de llavors.

### Estat de conservació
Com totes les serps australianes, el taipan ferotge està protegida per llei.
L'estat de conservació de la serp s'ha avaluat per a la Llista Vermella de la UICN per primera vegada el juliol de 2017, i el 2018 es va designar com de risc mínim, afirmant “Aquesta espècie es classifica com de menor preocupació, ja que està molt estesa i en general no es considera que estigui disminuint. Encara que l'impacte de les amenaces potencials requereix més investigació, és probable que estiguin localitzades dins de l'àrea de distribució de la serp."
L'estat de conservació del taipan ferotge també ha estat designat per fonts oficials australianes:
- Austràlia Meridional: (estatus regional de l'Outback) menys preocupació.[40]
- Queensland: Rar (abans de 2010), gairebé amenaçada (maig de 2010 a desembre de 2014), menys preocupació (desembre de 2014 a l'actualitat).[42][43]
- Nova Gal·les del Sud: Es presumeix extinta. Basat en els criteris "no s'ha registrat al seu hàbitat... malgrat els estudis en un marc temporal apropiat per al seu cicle de vida i tipus".[27][44]
- Victòria: Extint a nivell local. Basat en els criteris "Com per a Extint però dins una regió definida (en aquest cas l'estat de Victòria) que no abasta tota l'àrea de distribució geogràfica del propi. Es presumeix que una espècie està extinta a nivell local quan s'han realitzat estudis exhaustius en hàbitats coneguts i/o esperats, en moments apropiats (diürns, estacionals, anuals), a tota la regió, i no s'ha registrat cap individu. Les prospeccions s'han de fer en un període apropiat per al cicle i la forma de vida de l'espècie".[45] El Museu Australià la considera presumptament extingida.[3]

### En captivitat
Segons el Sistema Internacional d'Informació sobre Espècies (recuperat el 2004), els taipans ferotge es troben en tres col·leccions de zoològics: el Zoològic d'Adelaida i el Zoològic Taronga de Sydney a Austràlia i el Zoològic de Moscou a Rússia. Al zoo de Moscou es mantenen a la "Casa dels Rèptils", que no sol estar oberta al públic.
El taipan ferotge també s'exposa al públic al zoològic d'Austràlia, el Parc de Rèptils Australians, el Santuari de Billabong, el Zoològic Tropical de Cairns, el Santuari de Koalas de Lone Pine i el Zoològic de Shoalhaven.
La serp també s'exhibeix en diversos llocs fora d'Austràlia. Als Estats Units, hi ha taipans ferotges al zoològic de Dallas, als jardins de rèptils de Dakota del Sud, al zoològic de rèptils de Kentucky i al zoològic Animal World & Snake Farm de Texas. A l'interior d'Europa els taipans es troben a Suècia al zoològic d'Estocolm Skansen i al Goteborg Universeum i al Regne Unit al zoològic de Londres. Les llistes de zoològics d'aficionats també informen de la serp al parc tropical (Jesolo, Itàlia), a Gifttierhaus (Eimsheim), Welt der Gifte (Greifswald) i TerraZoo (Rheinberg, Alemanya), al Lausanne vivarium (Lausana, Suïssa), a Randers Tropical Zoo (Dinamarca), al zoo de Plzeň (República Txeca) i al Reptilienzoo Nockalm (Patergassen, Àustria).

#### Dret de propietat privada
A Nova Gal·les del Sud, la propietat privada d'un taipan ferotge només és legal amb la llicència de rèptil de classe verinosa més alta.

## Descripció

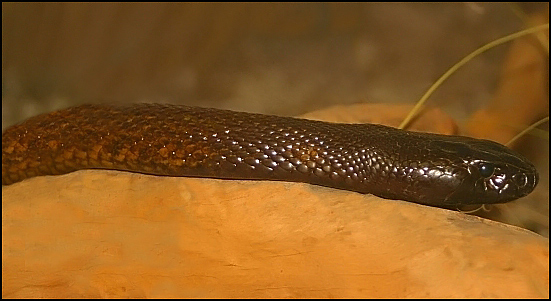
De color marró (hivern)

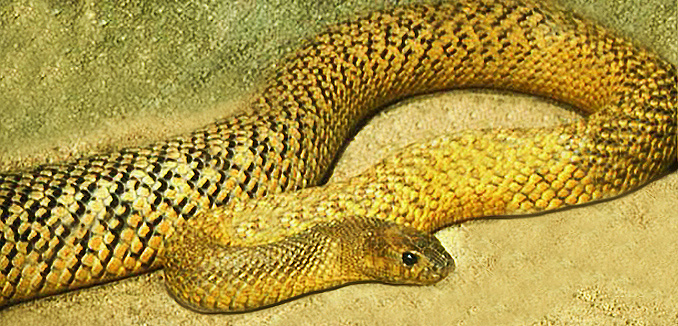
Color oliva (estiu)

El taipan ferotge és de color bronzejat fosc, que va des d'un to intens i fosc fins a un verd clar marró, segons l'estació. El dors, els costats i la cua poden ser de diferents tons de marró i gris, i moltes escates tenen una ampli marge negre. Aquestes escates amb marques fosques es presenten en fileres diagonals de manera que les marques s'alineen formant xerrons trencats de longitud variable que s'inclinen cap enrere i cap avall. Les escates laterals més baixes solen tenir una vora anterior groc. Les escates dorsals són llises i sense quilla. El cap i el coll de musell rodó solen ser notablement més foscos que el cos (negre brillant a l'hivern, marró fosc a l'estiu), el color més fosc permet a la serp escalfar-se mentre exposa només una petita part del cos a l'entrada del cau. L'ull és de mida mitjana, amb un iris marró negrós i sense una vora acolorida notable al voltant de la pupil·la.
Té 23 files d'escates dorsals a la meitat del cos, entre 55 i 70 escates subcaudals dividides i una escata anal.
El taipan ferotge té una longitud total mitjana d'aproximadament 1,8 metres, tot i que els exemplars més grans poden assolir una longitud total de 2,5 metres. Els seus ullals mesuren entre 3,5 i 6,2 mm (més curts que els del taipan comuna).

### Adaptació estacional
Els taipans dʻinterior sʻadapten al seu entorn canviant el color de la pell durant els canvis dʻestació. Tendeixen a tornar més clars durant l'estiu i més foscos durant l'hivern. Aquest canvi de color estacional serveix per a la termoregulació, permetent a la serp absorbir més llum durant els mesos més freds.

## Verí
La quantitat mitjana de verí subministrada per aquesta espècie és de 44 mg i la dosi màxima registrada és de 110 mg, en comparació amb la cobra índia (Naja naja) 169 mg/max 610 mg, i la serp de cascavell de diamant de l'est d'Amèrica del Nord (Crotalus adamanteus) 410 mg/max 848 mg, etc.
La dosi letal mitjana (DL50), subcutània (la més aplicable a les mossegades reals) per als ratolins és de 0,025 mg/kg (0,01 mg/kg subcutanis, en Albúmina sèrica de boví). En comparació amb la serp marina de bec (Enhydrina schistosa) 0,164 mg/kg, la cobra de l'Índia 0,565 mg/kg, la serp de cascavell d'esquena de diamant de l'est d'Amèrica del Nord 11,4 mg/kg, etc., el taipan de l'interior té un rendiment de verí menor que la seva cosina el taipan comuna, encara que el seu verí és gairebé quatre vegades més tòxic. Una mossegada del seu verí és suficient per matar 100 homes adults.
No s'ha provat la LD50 intravenosa, intraperitoneal i intramuscular del verí del taipan interior.
La serp marina de Belcher (Hydrophis belcheri), que moltes vegades s'anomena erròniament per la serp marina de bec (Enhydrina schistosa), s'ha popularitzat erròniament com la serp més verinosa del món, a causa del llibre publicat per Ernst i Zug Snakes in Question: The Smithsonian Answer Book del 1996. Bryan Grieg Fry, un destacat expert en verins, ha aclarit l'error: "El mite del nas de ganxo es va deure a un error fonamental al llibre Snakes in Question. S'hi agrupaven tots els resultats de les proves de toxicitat, independentment del mètode de prova (per exemple, subcutània davant intramuscular davant intravenosa davant intraperitoneal). Com que el mode pot influir en el nombre relatiu, els verins només es poden comparar dins d'un mètode. En cas contrari, són pomes i pedres”. La DL50 real de la serp de mar de Belcher (registrada només per via intramuscular) és de 0,24 mg/kg i 0,155 mg/kg, menys letal que la d'altres serps de mar, com la serp marina olivàcia (Aipysurus laevis), de 0,09 mg/kg, i la més tòxica per via intramuscular, registrada entre les serps de mar: la serp de mar robusta de bandes negres (Hydrophis melanosoma), de 0,082 mg/kg. La serp de mar robusta de bandes negres també ha estat provada per via subcutània registrant 0,111 mg/kg, cosa que coincideix amb el taipan comuna i, per tant, és més de quatre vegades menys tòxica que el verí del taipan de terra endins. A la prova de DL50 subcutània, la serp marina de Dubois (Aipysurus duboisii) és la que té el verí més tòxic de totes les serps de mar provades, amb un valor de 0,044 mg/kg. No obstant això, és gairebé la meitat de letal que el verí del taipan ferotge.
Les propietats biològiques i la toxicitat del verí d'una cria de taipan ferotge no són significativament diferents o més febles que les d'un adult.
El verí del taipan ferotge consisteix en:
- Neurotoxines: Neurotoxines presinàptiques; paradoxina (PDX),[68] i neurotoxines postsinàptiques;[1] Oxilepitoxina-1,[75] alfa-oxitoxina 1, alfa-scutoxina 1[76] – que afecten el sistema nerviós.
- Hemotoxines (procoagulants) – afecten la sang
- Miotoxines: afecten els músculs
- Possiblement nefrotoxines – afecten els ronyons
- Possiblement hemorràgies[77] – que afecten els vasos sanguinis (endoteli)
- Enzima hialuronidasa – augmenta la taxa d'absorció del verí[3]

La paradoxina (PDX) sembla ser una de les més potents, sinó la més potent, neurotoxina beta descoberta fins ara. Les neurotoxines beta impedeixen que les terminacions nervioses alliberin el neurotransmissor acetilcolina.
Segons la investigadora Ronelle Welton, de la Universitat James Cook, la majoria dels components del verí no han estat caracteritzats i s'han fet poques investigacions moleculars sobre les espècies de taipan (Oxyuranus) en general. Fins al 2005 només s'havien enviat a les bases de dades SWISS-PROT les seqüències d'aminoàcids de set proteïnes del taipan ferotge.